# Mai Thị Thủy
Mai Thủy hay Mai Thị Thủy là một nghệ sĩ nhân dân, hiện đang công tác tại nhà hát Chèo Ninh Bình và là phó giám đốc nhà hát Chèo này. NSND Mai Thủy một trong những người trẻ tuổi nhất khi trở thành nghệ sĩ nhân dân của làng Chèo Việt Nam. Khi được phong tặng danh hiệu này, bà mới 45 tuổi.

## Tiểu sử
Nghệ sĩ chèo Mai Thủy tên đầy đủ là Mai Thị Thủy, sinh năm 1970 tại xã Yên Phong, huyện Yên Mô, Ninh Bình. Bà đã và đang gắn bó với nhà hát Chèo Ninh Bình.
Năm 1983, sau khi vừa tốt nghiệp cấp II, Mai Thủy được tin Đoàn Văn công Hà Nam Ninh về tuyển diễn viên, Mai Thủy được trúng tuyển vào Đoàn Nghệ thuật múa rối Hà Nam Ninh và năm 1984 được đi học Diễn viên tại Đoàn Chèo Hà Nam Ninh.
Sinh ra và lớn lên tại một trong những cái nôi của nghệ thuật chèo ở cố đô Hoa Lư - Ninh Bình, từ nhỏ Mai Thủy đã say mê hát chèo qua lời ru của mẹ và bà. Trong những năm chiến tranh chống Mỹ, cha mẹ Mai Thủy đã có mặt trong đội văn nghệ xung kích thanh niên xung phong của tỉnh, đến từng trận địa để phục vụ bộ đội, dân công. Khi ngồi ghế nhà trường, Mai Thủy mê tiếng hát Chèo trên Đài Phát thanh Tiếng nói Việt Nam. Mỗi khi có chương trình hát chèo là bỏ mọi việc để sang nhà hàng xóm nghe hết rồi mới về. Năm 2015, người em trai của Mai Thủy là Mai Thế Tưởng cũng được công nhận là Nghệ sĩ ưu tú ngành chèo.

## Sự nghiệp
Vai diễn tâm đắc nhất trong cuộc đời hoạt động nghệ thuật của Mai Thủy là vai diễn Xúy Vân trong vở chèo "Kim Nham". Với vai diễn này, Mai Thủy đã đạt Huy chương Vàng đồng thời với Giải Diễn viên Xuất sắc vai Nữ pha và Bằng khen của Hội Nghệ sĩ Sân khấu Việt Nam tại Liên hoan Nghệ thuật Chèo chuyên nghiệp Toàn quốc tổ chức tại Thành phố Hạ Long, tỉnh Quảng Ninh năm 2001. Cũng trong năm 2001, Mai Thủy đã được phong tặng danh hiệu Nghệ sĩ ưu tú.
Cuộc đời hoạt động nghệ thuật của NSND Mai Thủy đã từng trải qua 3 đơn vị công tác. Từ những ngày mới vào nghề tại đoàn Nghệ thuật Múa rối Hà Nam Ninh. Đến năm 1990, Mai Thủy chuyển sang làm diễn viên đoàn Ca múa nhạc Hà Nam Ninh. Năm 1992, chuyển sang công tác tại Nhà hát Chèo Ninh Bình cho đến nay.
Từ công chúa Manola trong vở "Hoàng tử Xi Thom", công chúa Quỳnh Nga trong vở "Thạch Sanh". Rồi đến vai Chim mặt người trong vở "Huyền thoại Đam San", Tịnh Tâm trong vở "Cha con người hát rong"... Trong số những vở diễn mà Mai Thủy thủ vai, đã 4 lần đoạt được Huy chương Vàng. Đó là 
- Kiều Nhi trong trích đoạn "Thức dậy tình xưa" tại Liên hoan trích đoạn tuồng, chèo hay toàn quốc tổ chức tại Ninh Bình;
- Hồng Ngọc trong vở "Hoa khôi dạy chồng" tại Hội diễn chèo các tỉnh duyên hải phía Bắc tổ chức tại Thái Bình;
- Xuý Vân trong vở "Kim Nham" tại Hội diễn sân khấu chuyên nghiệp tổ chức tại Hạ Long- Quảng Ninh;
- A Hoàn trong vở "Nước mắt vua Đinh" tại Hội diễn Sân khấu chuyên nghiệp toàn quốc tổ chức tại Hà Nội.

Đặc biệt từ khi Nhà hát Chèo Ninh Bình được UBND tỉnh và Sở Văn hóa, Thể thao và Du lịch Ninh Bình cho phép mở lớp đào tạo diễn viên năng khiếu, Mai Thủy là người trực tiếp dạy hát chèo và tuyển vai mẫu cho học viên tại Nhà hát bằng niềm đam mê sáng tạo đầy nhiệt huyết của mình.

## Thành tích
Tính đến tháng 10/2016, NSND Mai Thủy đã có 06 Huy chương vàng (cả huy chương vàng trong vai Công chúa tóc vàng tại Hội diễn múa rối toàn quốc năm 1990), 02 huy chương bạc, 01 giải diễn viên xuất sắc vai nữ pha,...
Mai Thủy còn được tặng thưởng nhiều giải thưởng cao quý khác, được nhà nước phong tặng danh hiệu nghệ sĩ ưu tú, nghệ sĩ nhân dân, 2 lần được tặng giải thưởng VHNT Trương Hán Siêu hạng A và B, 4 lần được UBND tỉnh Ninh Bình tặng Bằng khen, 2 lần là Chiến sĩ thi đua cấp tỉnh Ninh Bình, kỷ niệm chương vì sự nghiệp sân khấu, kỷ niệm chương vì sự nghiệp văn hoá và tại Nhiệm kỳ 2004-2009, Mai Thủy được tín nhiệm thay mặt cho giới VHNT Ninh Bình tham gia HĐND tỉnh Ninh Bình.
Với tư duy và năng lực nghệ thuật vững vàng, lại tâm huyết, nhiệt tình, trách nhiệm với công việc, năm 2007 Mai Thủy được bổ nhiệm làm Trưởng phòng tổ chức hành chính, năm 2008 là Phó giám đốc Nhà hát Chèo Ninh Bình.